# Governo Depretis VII
Il governo Depretis VII è stato il ventiquattresimo esecutivo del Regno d'Italia, il settimo guidato da Agostino Depretis.  
Esso, nato in seguito alle dimissioni del governo precedente, è stato in carica dal 29 giugno 1885 al 4 aprile 1887, per un totale di 644 giorni, cioè 1 anno 9 mesi e 6 giorni.

## Compagine di governo

### Appartenenza politica
| Partito | Partito                 | Presidente | Ministri | Totale |
| ------- | ----------------------- | ---------- | -------- | ------ |
|         | Sinistra storica        | 1          | 7        | 8      |
|         | Indipendente (politica) | -          | 3        | 3      |

Con l’appoggio esterno, saltuario, della Destra storica.

### Situazione parlamentare
NOTA: Ai tempi del Regno d'Italia, poiché secondo lo Statuto Albertino il governo rispondeva nei fatti al solo Re, la fiducia parlamentare in senso moderno non era obbligatoria (ed in tal senso vari sono stati i casi di formazione di un governo palesemente privo di tale supporto). La prassi di determinare la sopravvivenza dell’esecutivo in base al supporto parlamentare, dunque, si è andata sviluppando solo successivamente, specie con l’ascesa dei partiti di massa e con l’introduzione del sistema proporzionale, in tempi molto più tardi rispetto all’unità, ed ufficialmente solo con la Costituzione della Repubblica Italiana. Per questo motivo, il grafico sottostante espone, secondo ricostruzioni e dichiarazioni, nonché secondo la composizione del governo, l’eventuale supporto che questo avrebbe o ha ottenuto.
Fino al 10 giugno 1886 (XV legislatura):
| Camera              | Collocazione     | Partiti                  | Seggi     |
| ------------------- | ---------------- | ------------------------ | --------- |
| Camera dei deputati | Maggioranza      | DEM (289), IND (9)       | 298 / 508 |
| Camera dei deputati | Appoggio esterno | PLC (147)                | 147 / 508 |
| Camera dei deputati | Opposizione      | ER/DEM-D. (62), PSRI (1) | 63 / 508  |

Dal 10 giugno 1886 (XVI legislatura):
| Camera              | Collocazione     | Partiti        | Seggi     |
| ------------------- | ---------------- | -------------- | --------- |
| Camera dei deputati | Maggioranza      | DEM (292)      | 292 / 508 |
| Camera dei deputati | Appoggio esterno | PLC (145)      | 145 / 508 |
| Camera dei deputati | Opposizione      | ER/DEM-D. (71) | 71 / 508  |

## Composizione
| Carica                                | Titolare                                        | Titolare                                                                    | Titolare                                                      |
| Presidenza del Consiglio dei ministri | Presidenza del Consiglio dei ministri           | Presidenza del Consiglio dei ministri                                       | Presidenza del Consiglio dei ministri                         |
| ------------------------------------- | ----------------------------------------------- | --------------------------------------------------------------------------- | ------------------------------------------------------------- |
| Presidente del Consiglio dei ministri |                                                 |                                                                             | Agostino Depretis (Sinistra storica)                          |
| Ministero                             | Ministri                                        | Ministri                                                                    | Ministri                                                      |
| Affari Esteri                         |                                                 |                                                                             | Agostino Depretis (Sinistra storica) (fino al 5 ottobre 1885) |
| Affari Esteri                         |                                                 | Carlo Felice Nicolis, conte di Robilant (Indipendente) (dal 5 ottobre 1885) |                                                               |
| Agricoltura, Industria e Commercio    |                                                 |                                                                             | Bernardino Grimaldi (Sinistra storica)                        |
| Lavori Pubblici                       |                                                 |                                                                             | Francesco Genala (Sinistra storica)                           |
| Interno                               |                                                 |                                                                             | Agostino Depretis (Sinistra storica)                          |
| Pubblica Istruzione                   |                                                 |                                                                             | Michele Coppino (Sinistra storica)                            |
| Guerra                                |                                                 |                                                                             | Cesare Francesco Ricotti-Magnani (Indipendente)               |
| Marina                                |                                                 |                                                                             | Benedetto Brin (Indipendente)                                 |
| Finanze                               |                                                 |                                                                             | Agostino Magliani (Sinistra storica)                          |
| Grazia e Giustizia e Culti            |                                                 |                                                                             | Diego Tajani (Sinistra storica)                               |
| Tesoro                                | Agostino Magliani (Sinistra storica) Ad interim | Agostino Magliani (Sinistra storica) Ad interim                             | Agostino Magliani (Sinistra storica) Ad interim               |

## Cronologia

### 1885
- 29 giugno - Il governo giura dinnanzi al Re.

### 1886
- 11 febbraio - Il Parlamento approva una legge che esprime il divieto di impiegare fanciulli sotto i 9 anni negli opifici, nelle cave e nelle miniere; inoltre il provvedimento impedisce il lavoro notturno quelli inferiori ai 12 anni. La nuova norma tuttavia esclude le piccole industrie, l'artigianato, i lavori agricoli e il domicilio, dove i bambini-lavoratori costituiscono un'altissima percentuale.[7]
- 22 febbraio - La cosiddetta "Pentarchia" (Zanardelli, Baccarini, Cairoli, Crispi e Nicotera), alcuni esponenti della Destra storica (Sonnino, di Rudinì e Salandra) e Giolitti censurano alla Camera il comportamento di Agostino Magliani, detto "il Ministro dell'allegra finanza", di cui viene critica la politica dispensiosa.[8]
- 27 aprile - È sciolta la Camera dei Deputati e convocati gli elettori per il 23 e 30 maggio; e il nuovo Parlamento per il 10 giugno.
- 23-30 maggio: Si svolgono le elezioni politiche: il governo, non dimessosi, vede aumentare la sua base di supporto, avendo la Sinistra storica ottenuto ben oltre la maggioranza dei seggi (292) e la maggioranza assoluta.

### 1887
- 26 gennaio - In seguito all'eccidio di Dogali, in Parlamento esplode la polemica tra i "falchi" e le "colombe": tra i primi si distingue Felice Cavallotti, tra i secondi Andrea Costa.
- 8 febbraio - In seguito all’approvazione, esattamente una settimana prima di un ordine del giorno contrario al governo (215 favorevoli, 181 contrari, un astenuto) a causa di alcune critiche ricevute dall'estrema sinistra e dai "pentarchi" (Zanardelli, Baccarini, Cairoli, Crispi e Nicotera), Depretis si dimette; tuttavia, dopo quasi due mesi di trattative e tentativi infruttuosi tra Carlo Felice Nicolis, conte di Robilant, Giuseppe Biancheri, Domenico Farini e lo stesso Depretis, il Re Umberto I rifiuta le sue dimissioni in attesa di un voto esplicito.
- 10 marzo - Un ordine del giorno a firma di Francesco Crispi ed implicante sfiducia nel governo viene respinto con 214 contrari (194 favorevoli). Ciononostante, il governo reiterò le dimissioni ed il Re riaffidò a Depretis l’incarico di formare un nuovo esecutivo.
- 4 aprile - Con il giuramento del nuovo esecutivo termina ufficialmente l’esperienza di governo.